# Institut Gustave-Roussy
L'Institut Gustave-Roussy és un centre de càncer situat a Villejuif a Val-de-Marne a França.
A l'abril del 2019, es van inaugurar tres noves sales de radiologia intervencional que la converteixen en l'altiplà més gran d'aquest tipus a Europa, dedicat íntegrament a l'oncologia.
Gustave-Roussy és, a escala europea, el primer centre d'atenció, investigació i docència en oncologia.

## Col·laboradors il·lustres
- Tabaré Ramón Vázquez Rosas